# 川野芽生
川野 芽生（かわの めぐみ、1991年12月7日 - ）は、日本の歌人、小説家。神奈川県秦野市出身。2021年現在、東京大学大学院総合文化研究科超域文化科学専攻博士課程在籍中。

## 経歴
- 2010年、東京大学に入学。東京大学本郷短歌会に入会、作歌を始める。
- 2014年、短歌同人誌『穀物』結成。
- 2015年、「怪獣歌会」結成。
- 2017年、本郷短歌会解散。同年、間際眠子名義で第3回創元ファンタジイ新人賞最終候補に選出[3][4]。
- 2018年、「Lilith」30首により第29回歌壇賞受賞[5]。
- 2021年、第一歌集『Lilith』により第65回現代歌人協会賞受賞[6]。
- 2024年、「Blue」が第170回芥川賞候補になる。

## 人物
ロリータファッションを好んでおり、エッセイ集『かわいいピンクの竜になる』にてその愛情が語られている。

## 受賞歴
- 2018年 「Lilith」30首により第29回歌壇賞受賞
- 2021年 歌集『Lilith』により第65回現代歌人協会賞受賞

## 作品リスト

### 単行本

#### 歌集
- 『Lilith』（書肆侃侃房、2020年9月）ISBN 978-4-86385-419-2 装丁:柳川貴代
- 『星の嵌め殺し』（河出書房新社、2024年7月）ISBN 978-4-30903-200-9

#### 小説
- 『無垢なる花たちのユートピア』（東京創元社、2022年6月 / 創元文芸文庫、2024年9月）ISBN 978-4-488-02858-9 装丁:柳川貴代
- 『月面文字翻刻一例』（書肆侃侃房、2022年10月）ISBN 978-4-86385-545-8 装丁:ミルキィ・イソベ＋安倍晴美
- 『奇病庭園』（文藝春秋、2023年8月）ISBN 978-4-16391-734-4
- 『Blue』（集英社、2024年1月）ISBN 978-4-08-771866-9

#### エッセイ・評論
- 『かわいいピンクの竜になる』（左右社、2023年12月）ISBN 978-4-86528-395-2
- 『幻象録』（泥書房〈泥文庫〉、2024年5月）ISBN 978-4-86534-484-4
- 『見晴らし台』（ステュディオ・パラボリカ、2025年4月）ISBN 978-4-90291-654-6

### アンソロジー収録
- 「白昼夢通信」（『Genesis 白昼夢通信 創元日本SFアンソロジー』水見稜ほか、東京創元社、2019年12月）
- 「いつか明ける夜を」（『Genesis 時間飼ってみた 創元日本SFアンソロジー』小川一水ほか、東京創元社、2021年10月）

### 雑誌等掲載作品
小説
- 「不死者の物語――肖像画家」（『紙魚の手帖』vol.09 FEBRUARY 2023 東京創元社）
- 「兄の帰還」（『群像』2024年2月号 講談社）
- 「無茶と永遠」（『すばる』2024年4月号 集英社）
- 「不死者の物語―女生徒」（『紙魚の手帖』vol.17 JUNE 2024 東京創元社）
- 「ゴーストとお茶を」（『すばる』2024年9月号 集英社）
- 「不死者の物語―革命家」（『紙魚の手帖』vol.20 DECEMBER 2024 東京創元社）
- 「幽霊にワードローブを」（『装苑』2025年7月号 文化出版局）

エッセイ・評論
- 服部真里子『遠くの敵や硝子を』書評「美しさの暴力、暴力の美しさ」（『ねむらない樹』vol.1 書肆侃侃房、2018年）
- 「竜になるための研究」（『文學界』2020年6月号 文藝春秋）
- 「ボロミアのこと」（『小説すばる』2020年10月号 集英社）
- 「薔薇をもらう」（『ユリイカ』2020年11月号 青土社）
- 「呪われたもののための福音――『ラピスラズリ』評」（『夜想 #山尾悠子』 ステュディオ・パラボリカ、2021年）
- 「〈永遠〉に開いた小窓――『就眠儀式』とその思い出」（『ユリイカ』2021年10月臨時増刊号 総特集=須永朝彦 青土社）
- 「偏愛体質」（『小説すばる』2022年2月号 集英社）
- 「刺繡の裏」（短歌ムック『ねむらない樹』vol.9 小特集=左川ちか 書肆侃侃房、2022年）

#### 座談会・往復書簡
- 座談会「生きづらさと短歌」（『短歌年鑑2019年版』 角川書店、2018年）
- 往復書簡「歌人への手紙」（『ねむらない樹』vol.3 書肆侃侃房、2019年）
- 座談会「短歌とジェンダー」（『ねむらない樹』vol.4 書肆侃侃房、2020年）

#### 特集
- 短歌ムック『ねむらない樹』vol.7 特集=川野芽生（書肆侃侃房、2021年）
  - 自筆年譜、短歌連作「燃ゆるものは」、小説「蟲科病院」、往復書簡（山尾悠子）、偏愛の20冊ほか